# Ludwig August Leonhard von Wickede
Ludwig August Leonhard von Wickede (* 16. April 1797 in Dammerstorf; † 16. April 1867 in Rostock) war ein deutscher Verwaltungs- und Fiskaljurist.

## Leben
Ludwig August von Wickede war Sohn des Gutsbesitzers und Verwaltungsbeamten Anton Christoph von Wickede. An den Befreiungskriegen der Jahre 1813 bis 1815 nahm er als Angehöriger des mecklenburg-schwerinschen Feldjägerkorps teil und studierte danach Rechtswissenschaften an der Universität Göttingen, wo er 1817 Mitglied des Corps Vandalia Göttingen wurde. Nach dem Auszug der Studentschaft nach Witzenhausen im Jahr 1818 wurde er seitens der Universität Göttingen als einer der Rädelsführer relegiert und setzte sein Studium 1819 in Heidelberg fort. Nach Beendigung des Studiums wurde er 1824 als Beamter Domänenrat im Amt Güstrow. 1833 wurde von Wickede mecklenburgischer Drost und Richter. Ab 1835 fungierte er als mecklenburgischer Landessteuerdirektor in Rostock und veröffentlichte zu dem entsprechenden Themenkreis.
In Rostock war von Wickede Freimaurer und Meister vom Stuhl der Loge Zu den Drei Sternen.
Der Schriftsteller Karl Friedrich von Wickede war sein Sohn.

## Schriften
- Fest- und Antritts-Rede, gehalten in der ger. und vollk. St. Joh.-Loge zu den 3 Sternen im Oriente von Rostock am St. Johannis-Tage 1843 von dem Meister v. St. dieser Loge Bruder Landes-Steuer-Director und Drost von Wickede, Oeberg, Rostock 1843
- Ueber die Aufhebung der Stempel- und Collateral-Erbsteuer im Großherzogthum Mecklenburg-Schwerin und über die Mittel den dadurch in der Staats-Einnahme entstehenden Ausfall zu decken, Stiller, Rostock 1846
- Versuch zur Beantwortung der Frage: Wird durch die Aufhebung der bisherigen ständischen Verfassung in Mecklenburg das Subjekt des Rechts auf Verwaltung und Nutzung der drei Landesklöster verändert?, Stiller, Rostock 1848
- über die Zuträge der Stadt Rostock zur außerordentlichen Landes-Kontributation, 1852